# Katie Hall
Katharine (Katie) Hall (Mercer Island (Washington), 6 januari 1987) is een Amerikaanse voormalig wielrenster. Vanaf 2014 reed ze vijf jaar voor UnitedHealthcare Women's Team en in 2019 en 2020 reed ze voor de Nederlandse wielerploeg Boels Dolmans.
Hall won in 2018 in eigen land de eindklassementen van de Ronde van de Gila, Joe Martin Stage Race en de Ronde van Californië. In deze laatste ronde werd ze een jaar eerder nog met één seconde verschil verslagen door Anna van der Breggen.
Hall maakte in september 2020 bekend na het seizoen te stoppen als wielrenster.
Katie Hall is geen familie van haar acht jaar oudere voormalige ploeggenote Lauren Hall uit Vicksburg (Mississippi).

## Palmares
2015
Bergklassement Tour de San Luis
5e etappe Tour de San Luis
6e etappe Thüringen Rundfahrt
1e etappe Ronde van Californië
2016
Eind- en bergklassement Tour de San Luis
5e etappe Tour de San Luis
Bergklassement Aviva Women's Tour (WWT)
2017
Bergklassement Ronde van de Gila
1e en 5e etappe Ronde van de Gila
Bergklassement Ronde van Californië (WWT)
2e etappe Ronde van Californië
2018
Eindklassement Ronde van de Gila
1e etappe Ronde van de Gila
Eindklassement Joe Martin Stage Race
3e etappe (tijdrit) Joe Martin Stage Race
Eind- en bergklassement Ronde van Californië (WWT)
2e etappe Ronde van Californië
Eindklassement Redlands Bicycle Classic
2019
2e etappe Ronde van Californië (WWT)